# Гацоло (Ђенова)
Гацоло је насеље у Италији у округу Ђенова, региону Лигурија.
Према процени из 2011. у насељу је живело 125 становника. Насеље се налази на надморској висини од 214 м.